# جون هيوز (شخصية أعمال)
جون هيوز (بالإنجليزية: John Hughes)‏ (و. 1814 – 1889 م) هو شخصية أعمال، ومهندس، وخبير بالمعادن بريطاني، توفي في سانت بطرسبرغ، عن عمر يناهز 75 عاماً.